# Tom Callahan
Thomas Francis "Tom" Callahan (Stamford, Connecticut, 2 de junio de 1921-Stamford, Connecticut, 3 de octubre de 1996) fue un jugador de baloncesto estadounidense que disputó una temporada en la BAA. Con 1,85 metros de estatura, jugaba en la posición de base.

## Trayectoria deportiva

### Universidad
Jugó durante su etapa universitaria en la Universidad Rockhurst, siendo el único jugador de dicha institución en llegar a jugar en la BAA o la NBA. Además del baloncesto, jugó al fútbol americano, llegando a ser capitán del equipo, y al béisbol.

### Profesional
En 1946 fichó por los Providence Steamrollers de la recién creada BAA, con los que disputó trece partidos, en la que promedió 1,3 puntos. Jugó posteriormente con los Stamford Pros de la liga menor EBL.

#### Estadísticas en la BAA

##### Temporada regular
| Temporada | Edad | Equipo                  | Liga | Pos. | P  | TIT | MIN | TC  | TCA | %TC  | 3P | 3PA | %3P | TL  | TLA | %TL  | R.OF. | R.DEF. | REB | ASIS | ROB | TAP | PER | FP  | PTS |
| 1946-47   | 25   | Providence Steamrollers | BAA  |      | 13 |     |     | 0.5 | 2.2 | .207 |    |     |     | 0.4 | 0.9 | .417 |       |        |     | 0.3  |     |     |     | 0.7 | 1.3 |
| Total     |      |                         | BAA  |      | 13 |     |     | 0.5 | 2.2 | .207 |    |     |     | 0.4 | 0.9 | .417 |       |        |     | 0.3  |     |     |     | 0.7 | 1.3 |